# Washington Roebling
Pour les articles homonymes, voir Roebling.
Washington Augustus Roebling, né le 26 mai 1837 à Saxonburg, en Pennsylvanie, et mort le 21 juillet 1926 à Trenton (New Jersey), est un ingénieur américain d'origine allemande, connu pour son rôle majeur dans la construction du pont de Brooklyn, construction commencée par son père John Augustus Roebling et achevée avec l'aide de sa femme Emily Warren Roebling.
Après ses études à l'Institut polytechnique Rensselaer à Troy, New York, Roebling s’engage auprès de son père pour l’aider dans la construction de ponts.
Après avoir servi dans l'Armée de terre des États-Unis pendant la guerre de Sécession, il assiste son père pour la construction du pont de Brooklyn, l’un des plus ambitieux projets d’architecture de l'époque. Quand son père meurt du tétanos, il prend la direction du chantier.
Très investi dans les travaux, il descend régulièrement dans les piliers de fondation et contracte le mal des caissons, mal qui lui infligera définitivement de lourds handicaps. Il souffre tant qu'il doit garder le lit. Il surveille alors le chantier depuis sa chambre avec des jumelles. Sa femme, Emily Warren Roebling, prend alors le relais et assure la liaison entre lui et les ouvriers. Elle sera d'ailleurs la première personne à traverser le pont. 
Long de 1 825 mètres, le pont est ouvert à la circulation le 24 mai 1883, après 14 ans de travaux.